# سفره‌ماهی برقی خال‌چشمی
سفره‌ماهی برقی خال‌چشمی (نام علمی: Diplobatis ommata) نام یک گونه از سرده دوپرتوها است.